# Institut Lluís de Peguera
Institut Lluís de Peguera és una obra del municipi de Manresa (Bages) protegida com a bé cultural d'interès local.

## Descripció
Edifici de pedra d'estructura irregular molt decorat en la seva façana. A la part inferior presenta unes arcades (en la part central) i un porxo que en els seus espais laterals comunica amb el pati posterior. Té dues ales de construcció molt més recent que el prolonguen i amplien i espatllen la construcció, ja que aquests dos annexos són d'un estil racionalista degenerat que degraden força l'estructura antiga. Així mentre aquesta és totalment de pedra, la nova és d'alumini i vidre blau. A la planta baixa hi ha ubicada la Biblioteca Popular Joaquim Sarret i Arbós.

## Història
Aquest edifici té caràcter commemoratiu de les gestes manresanes en la Guerra del Francès. L'any 1811 les Corts de Cadis acordaren erigir un obelisc quan fos possible. Però al cap d'un segle, el diputat Soler i March (germà de l'arquitecte) ho recordà al parlament tot presentant la proposta de canviar l'obelisc per un edifici cultural.
Les obres de l'edifici van iniciar-se als voltants de l'any 1908 però van estancar-se durant pràcticament dues dècades, fins que la visita del rei Alfons XIII a Manresa el 19 d'octubre de 1926 va permetre concloure el projecte. Gràcies al decisiu suport del monarca, tres dies més tard el Consell de Ministres aprobava la concessió d'un institut per a Manresa, creat oficialment pel Reial Decret de 30 de maig de 1927.